# Piotr Józefowicz
Piotr Tadeusz Józefowicz (ur. 12 czerwca 1959 w Lublinie) – polski malarz, rysownik, pedagog (dr hab.) Akademii Sztuk Pięknych w Gdańsku.

## Życiorys
Absolwent Państwowego Liceum Sztuk Plastycznych w Lublinie (1979). W latach 1981–1985 studiował w PWSSP (obecnie ASP) w Gdańsku. Dyplom w roku 1985 w pracowni prof. Kazimierza Ostrowskiego. Adiunkt II stopnia – prowadził Pracownię Rysunku Wieczornego na Wydziale Malarstwa i Grafiki, obecnie pracuje na Wydziale Malarstwa w Katedrze Rysunku. Prorektor ds. studentów gdańskiej uczelni w latach 2008–2012. Od 2014 roku profesor tytularny sztuk plastycznych.
W latach 1997–1999 był członkiem zespołu realizacyjnego Polskich Cmentarzy Wojennych w Katyniu, Miednoje i Charkowie.

## Nagrody
- Nagroda Marszałka Województwa Pomorskiego za wybitne zasługi w dziedzinie twórczości artystycznej oraz upowszechniania i ochrony kultury (2011)[1]
- Nagroda Prezydenta Miasta Gdańska w Dziedzinie Kultury z okazji 35-lecia pracy twórczej (2022)[7]